# Hermann August Krauss
Hermann August Krauss (* 1. August 1848 in Tübingen; † 21. April 1939 ebenda) war ein deutscher Arzt und Entomologe.

## Leben
Hermann Krauss, dessen Vater August Krauss (1806–1896) Oberamtsarzt in Tübingen war, studierte Medizin in Graz und war Südbahnarzt in Marburg an der Drau. 1876 bis 1880 war er Assistent am Naturhistorischen Hofmuseum in Wien. Ab 1881 ließ er sich als Arzt in Tübingen nieder, wo er Oberamtsarzt wurde.
Er sammelte unter anderem Käfer, aber auch Pflanzen (zum Beispiel in der Sahara in Algerien). Seine große Heuschreckensammlung kam ans Naturalienkabinett Stuttgart.
Von ihm stammen einige Erstbeschreibungen von Käfern und Heuschrecken (zum Beispiel Eurycorypha aequatorialis). Er veröffentlichte über Entomologie (zum Beispiel Heuschrecken und Ohrwürmer aus Nordafrika und dem Nahen Osten) und befasste sich auch mit Fischen.

## Ehrungen
Nach Hermann August Krauss ist unter anderem die Unterart des Rüsselkäfers Dichotrachelus vulpinus kraussi PENECKE 1894 benannt.
1931 wurde er Ehrenmitglied des Vereins für vaterländische Naturkunde in Württemberg.

## Schriften
- Orthopteren vom Senegal. In: Anzeiger der Kaiserlichen Akademie der Wissenschaften. Mathematisch-Naturwissenschaftliche Klasse, Wien. 14, xvi, 1877, S. 141–145.
- Orthopteren vom Senegal gesammelt von Dr. Frantz Steindachner. In: Sitzungsberichte der Kaiserlichen Akademie der Wissenschaften. Mathematisch-Naturwissenschaftliche Klasse, Wien. (fehlerhaft 1877 datiert), Band 76, Nr. 1, 1878, S. 29–63 (mit 2 Tafeln).
- Erklärung der Orthopteren-Tafeln J. C. Savigny’s in der „Description de l’Égypte“. Aus der Literatur zusammengestellt und mit Bemerkungen Versehen. In: Verhandlungen der zoologisch-botanischen Gesellschaft in Wien. Band 40, 1890, S. 227–272.
- Beitrag zur Kenntniss westafrikanischer Orthopteren. 2. Orthopteren der Guinea-Inseln São Thomé und Rolas, gesammelt von Prof. Dr. Richard Greeff. In: Zoologische Jahrbücher (Systematik). (fehlerhaft 1890 datiert), 5, 1891, S. 647–668 und Tafel 45.
- Systematisches Verzeichnis der canarischen Dermapteren und Orthopteren mit Diagnosen der neuen Gattungen und Arten. In: Zoologischer Anzeiger, Jena. Band 15, Nr. 390, 1892, S. 163–171.
- mit Julius Vosseler: Beiträge zur Orthopterenfauna Orans (West-Algerien) (= Mitteilungen aus dem Königlichen Naturalien-Kabinett zu Stuttgart.) In: Zoologische Jahrbücher. Abtheilung für Systematik. Band 9, 1896, S. 515–556 und Tafel 7.(BHL)
- Die Namen der ältesten Dermapteren-(Orthopteren-)Gattungen und ihre Verwendung für Familien- und Unterfamilien-Benennungen auf Grund der jetzigen Nomenclaturregeln. In: Zoologischer Anzeiger, Jena. Band 25, Nr. 676, 1902, S. 530–543.
- Beitrag zur Kenntniss der Orthopterenfauna der Sahara. In: Verhandlungen der zoologisch-botanischen Gesellschaft in Wien. Band 52, Nr. 4, 1902, S. 230–254.
- Diagnosen neuer Orthopteren aus Südarabien und von der Insel Sokotra. In: Anzeiger der Kaiserlichen Akademie der Wissenschaften. Mathematisch-Naturwissenschaftliche Klasse, Wien. Band 39, 1902, S. 53–58.
- Dermaptera und Orthoptera aus Ägypten, der Halbinsel Sinai, Palästina und Syrien und Syrien. In: A. Kneucher (Hrsg.): Zoologische Ergebnisse zweier in den Jahren 1902 und 1904 durch die Sinai-halbinsel botanischen Studienreisen (= Verhandlungen des Naturwissenschaftlichen Vereins in Karlsruhe. Band 21), 1909, S. 99–119.